# ビクトル・パス・エステンソロ
ビクトル・パス・エステンソーロ（Ángel Víctor Paz Estenssoro、1907年10月2日 - 2001年6月7日）はボリビアの政治家。彼はエルナン・シーレス・スアーソ (Hernán Siles Zuazo) と共に中道政党である民族革命運動党 (Movimiento Nacionalista Revolucionario : MNR )を結成した。
1952年4月にMNRはボリビアの軍部による相次ぐクーデターと独裁を止めるべく革命を引き起こした。エステンソーロが革命後の新政権の最初の大統領になり、1952年から1956年までの4年間務めた。その後の期間は政権を握る事が許されず、1956年から1960年まではシーレスが大統領を務める事になった。
パス・エステンソーロは1960年に大統領に再選され、1964年11月4日にレネ・バリエントス (René Barrientos) とアルフレード・オバンド・カンディーア (Alfredo Ovando Candía) によって引き起こされた軍事クーデターによってMNRが政権政党から引きずりおろされるまでの間、大統領職を務めた。その後、1982年になるまで軍事政権は続く事になる。
この頃にはパス・エステンソーロとシーレス・スアーソは政治的に分裂していった。シーレスはより右傾化してゆき、1982年に政権を取る。しかし、次の1985年の選挙でパスは3度目の当選を得て、1989年までの4年間大統領を務めた。
| 公職                                | 公職                                     | 公職                                    |
| ----------------------------------- | ---------------------------------------- | --------------------------------------- |
| 先代 ウーゴ・バジビアン・ロハス     | ボリビア共和国大統領 第54代：1952 - 1956 | 次代 エルナン・シーレス・スアーソ       |
| 先代 エルナン・シーレス・スアーソ   | ボリビア共和国大統領 第56代：1960 - 1964 | 次代 ビクトル・パス・エステンソーロ     |
| 先代 ビクトル・パス・エステンソーロ | ボリビア共和国大統領 第57代：1964 - 1964 | 次代 レネ・バリエントス・オルトゥーニョ |
| 先代 エルナン・シーレス・スアーソ   | ボリビア共和国大統領 第76代：1985 - 1989 | 次代 ハイメ・パス・サモーラ             |